# Eutomopepla albicollaris
Eutomopepla albicollaris là một loài bướm đêm trong họ Geometridae.